# Runcie C. W. Chidebe

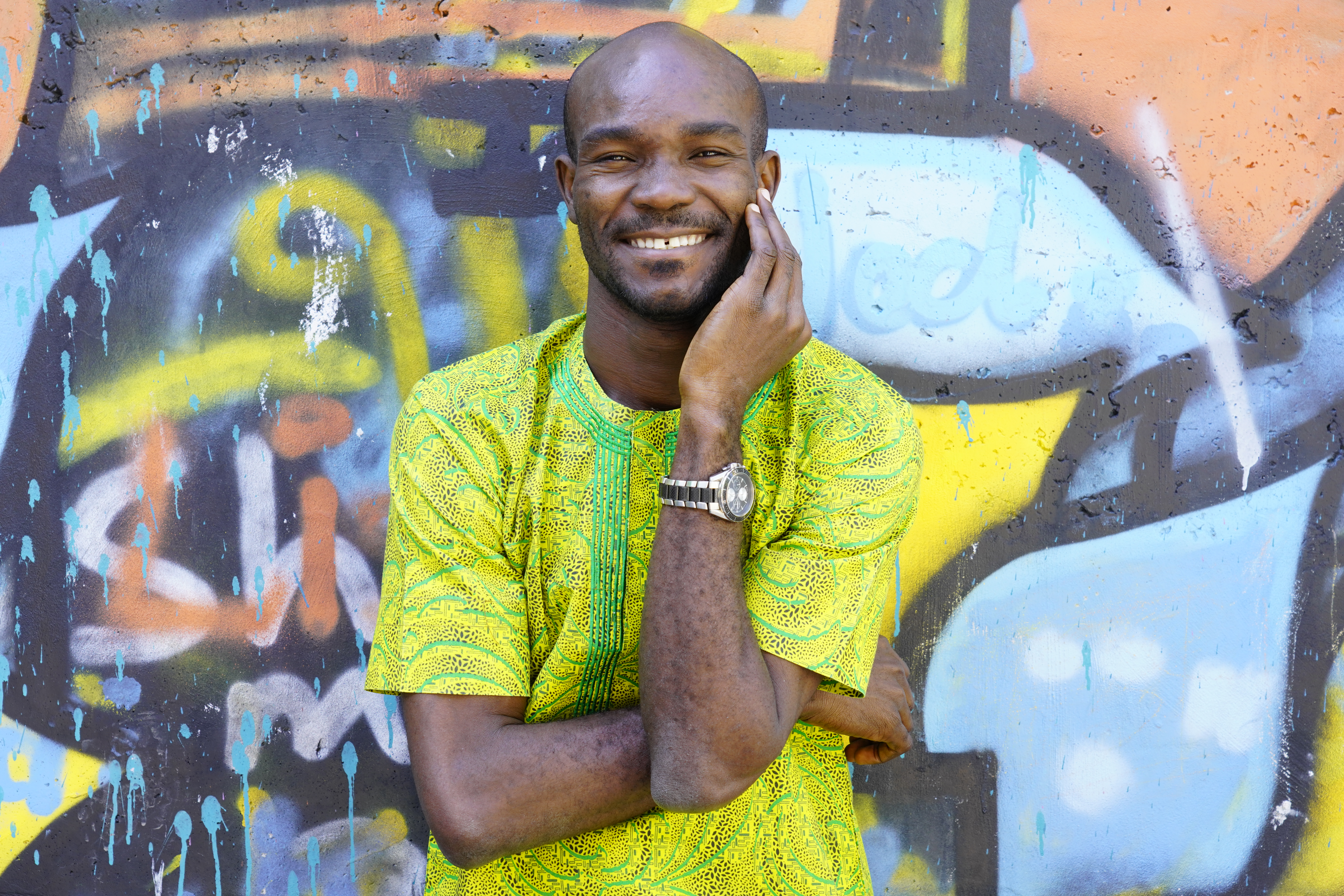
Runcie C.W. Chidebe 2018

Runcie C.W. Chidebe (geboren 26. Dezember 1985 in Talata Mafara, Zamfara), mit vollem Namen Runcie Chikeruba Wilson Chidebe ist ein nigerianischer Psychologe, Aktivist und Onkologieforscher. Er wurde für die Gründung der Non-Profit-Organisation Project Pink Blue bekannt, die in Nigeria führend im Bereich öffentliche Krebsvorsorge ist.

## Ausbildung
Runcie Chidebe studierte an der University of Nigeria und schloss seine Studien 2006 mit einem Diplom in Sozialarbeit, sowie 2012 mit einem Bachelor in Psychologie, Soziologie und Anthropologie ab. Runcie Chidebe war jeweils Klassenbester in Sozialarbeit und Psychologie. Er entwickelte die Idee zu einem Projekt zur Krebsaufklärung und -vorsorge 2013 während seines Dienstes für den National Youth Service Corps, einem verpflichtenden sozialen Jahr in Nigeria.
2016 hielt sich Runcie Chidebe mit dem Austauschprogramm „Youth and Civic Participation“ im Rahmen des International Visitor Leadership Program (IVLP) des US-Außenministeriums in den USA auf.

## Project Pink Blue
Runcie Chidebe ist Gründer und Geschäftsführer des Project Pink Blue. Diese Organisation führt in ländlichen Bereichen Nigerias Bewusstseinsbildung für Krebserkrankungen durch, gründete die erste Selbsthilfegruppe von Überlebenden einer Krebserkrankung und sammelt Spenden für bedürftige Erkrankte. 2018 startete das Projekt eine Schwerpunktinitiative zur Früherkennung von Prostatakrebs und der Unterstützung erkrankter Männer. Dabei werden unter anderem kostenlose PSA-Tests durchgeführt. Die Union internationale contre le cancer verlieh dem Project Pink Blue 2018 den World Cancer Day Spirit Award. Runcie Chidebe setzt für die Kampagnen des Projekts unter anderem auf eine intelligente Nutzung von Social Media.

## Auszeichnungen
- 2015 Young Leader Award der Tony Elumelu Foundation[8]
- 2016 SPARC grant  der Union internationale contre le cancer[9]

## Trivia
Runcie Chidebe ist aktiver Wikipedianer und setzt sich unter anderem für mehr Geschlechtergerechtigkeit auf der Wikipedia ein.